# (3360) Syrinx
Pour les articles homonymes, voir Syrinx.
(3360) Syrinx (désignation provisoire 1981 VA) est un astéroïde Apollon et aréocroiseur découvert en 1981. Il appartient au groupe d'Alinda. Il est nommé d'après Syrinx, nymphe de la mythologie grecque. Il s'approchera de la Terre à moins de 40 millions de kilomètres trois fois au cours du XXIe siècle : 33 millions de kilomètres en 2039, 40 millions de kilomètres en 2070 et 24 millions de kilomètres en 2085.
Longtemps, il fut l'astéroïde ayant le plus faible numéro qui n'avait pas de nom. Après son nommage en novembre 2006, cette particularité est passée pour quelque temps à (3708) 1974 FV1.